# Ейнштейн. Життя і всесвіт генія
Ейнштейн. Життя і всесвіт генія (англ. Einstein: His Life and Universe)  – книга американського письменника, відомого біографа, журналіста та президента Аспенського інституту Волтера Айзексона. Вперше надрукована 13 травня 2008 року видавництвом «Simon & Schuster». Українською мовою перекладена та опублікована в 2019 році видавництвом «Наш Формат» (перекладач - Микола Климчук).

## Огляд книги
Альберт Ейнштейн - видатний фізик XX століття, Нобелівський лауреат. Людина, котра залишила вагомий слід в історії людства: є автором теорії відносності, закону збереження маси й енергії, поняття фотона…. 
Як працював його розум? Що зробило його генієм?
Книга чітко показує як бунтівний характер Ейнштейна посприяв виникненню його наукової уяви. Айзексон досліджує, як здавалось, простий, дещо зухвалий патентний клерк став головним фізиком-мислителем та першовідкривачем таємниць атома й всесвіту.
Його історія є захоплюючим свідченням зв'язку між творчістю і свободою. Автор переконаний: успіх Ейнштейна полягає у тому, що він усе ставив під сумнів. І саме це привело його до прийняття моралі й політики, заснованої на повазі до свободи розуму, духу. Сьогодні ці риси так сам важливі й для сьогодення, епохи глобалізації, в якій наш спільний успіх, успіх людства, залежить від творчих здібностей кожного окремого індивіду.
Видання «Ейнштейн» також вміщує в собі особисті листи науковця.

## Відгуки
«Ця книга вміщує дивовижну роботу, аби правильно зрозуміти науку і розкрити людину». - Сильвестр Джеймс Гейтс, професор фізики в Університеті Меріленда
«Завдяки легкому стилю, який суперечить гострій увазі до деталей та науковій точності, Айзексон відправляє нас у бурхливу подорож життям, розумом та наукою, що змінила погляд людства на всесвіт», - Браян Грін, професор фізики в Колумбії 
«Айзексон написав чітку, захоплюючу та освіжаючу біографію, історичну літературу та пропонує багато нових знань про роботу й життя Ейнштейна». - Діана Кормос Бухвальд, головний редактор збірника Альберта Ейнштейна
«Блискучий інтелектуальний гобелен та відмінне чтиво. Айзексон уміло поєднує науково-революційні досягнення Ейнштейна, його плідні політичні ініціативи, та складне особисте життя в єдину захоплюючу історію», - Мартін Дж. Шервин, лауреата Пулітцерівської премії 2006 року

## Переклад українською
- Волтер Айзексон. Ейнштейн. Життя і всесвіт генія / пер. Микола Климчук. - К.: Наш Формат, 2019. - 528 с. - ISBN 978-617-7552-83-2.